# Перван-Дони
Перван-Дони (серб. Перван Доњи / Pervan Donji) — село в общине Баня-Лука Республики Сербской Боснии и Герцеговины. Население составляет 301 человек по переписи 2013 года. Входит в микрорайон Голеши (центр — одноимённое село).

## Известные уроженцы
- Милорад Уменович, народный герой Югославии
- Драженко Митрович, легкоатлет-паралимпиец, знаменосец сборной Сербии на летних Паралимпийских играх 2012 года